# いわい東農業協同組合
いわい東農業協同組合（いわいひがしのうぎょうきょうどうくみあい）は、岩手県一関市千厩町に本店を置いていた農業協同組合。略称はJAいわい東、いわい東農協。

## 概要
岩手県の東磐井郡域を営業エリアとしていた農業協同組合である。2014年3月には、本組合と岩手南農業協同組合が新設合併したいわて平泉農業協同組合が発足した。
清田支所では、前身となる千厩農業協同組合時代から2005年6月にかけて大船渡線小梨駅の簡易委託を担っていた。

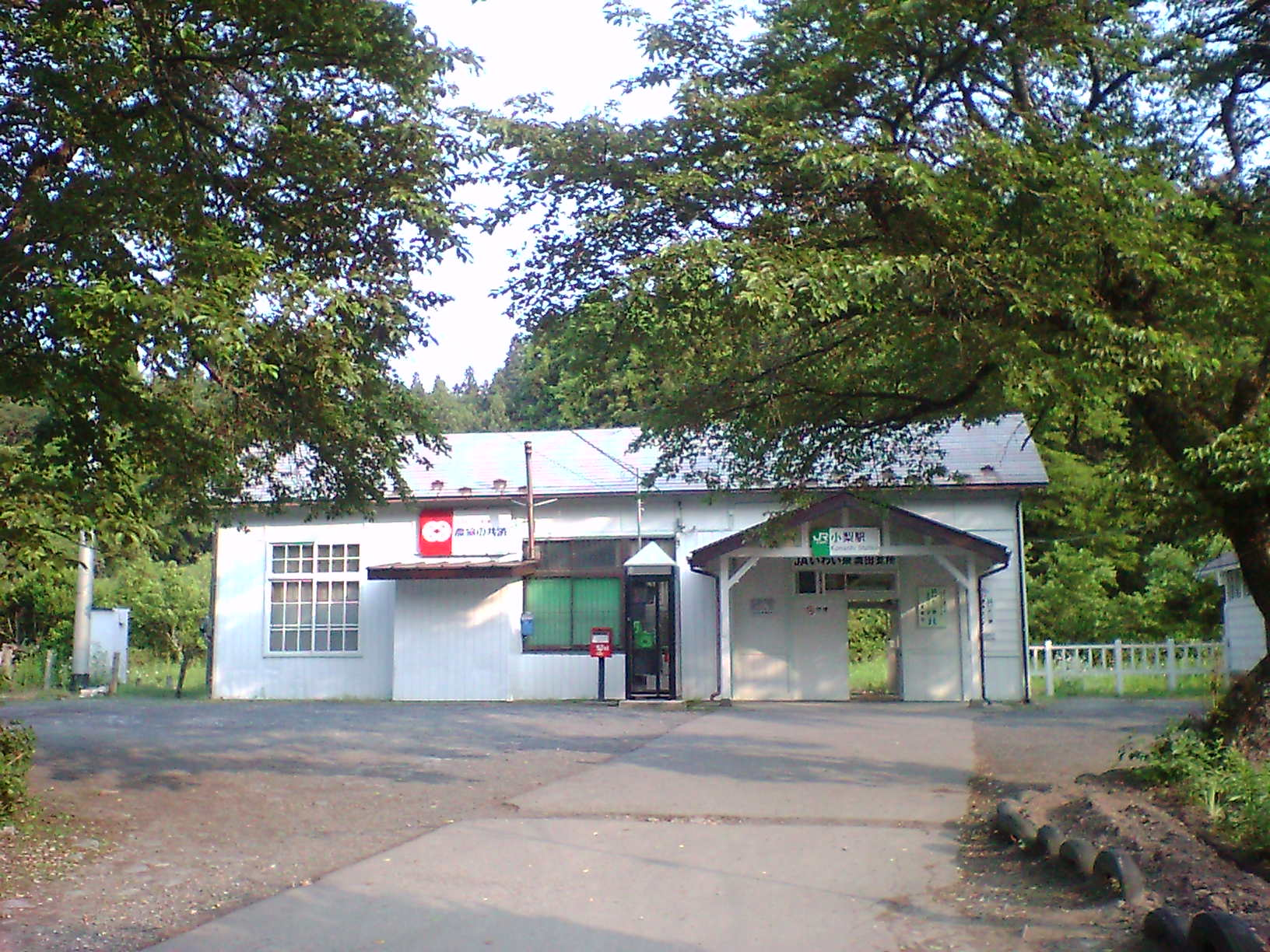
簡易委託時代の小梨駅（2005年6月）

## 沿革
- 1996年（平成8年）10月 - 7農協が大同団結し、合併調印式を挙行[4]。
- 1997年（平成9年）
  - 3月1日 - 千厩・藤沢町・岩手大東・東山町・室根・川崎村・東磐井郡酪農の7農協を統合して発足[5]。
  - 3月29日 - 大東資材農機センターを開設[4]。
- 1998年（平成10年）
  - 3月25日 - ETサロンを開設[4]。
  - 4月4日 - JAグリーンかわさきを開店[4]。
  - 4月8日 - 室根育苗センターを落成[4]。
  - 5月15日 - LPGセンターを開設[4]。
- 1999年（平成11年）
  - 9月 - 東山ライスセンターを運用開始[6]。
  - 11月 - 葬祭センターを開設[6]。
- 2000年（平成12年）
  - 3月 - 大東水稲育苗センターを運用開始[6]。
  - 9月 - 千厩カントリーエレベーターを落成（翌年2月に運用開始）[7]。大東ライスセンターを運用開始[6]。店舗事業をエーコープいわてに移管。
- 2004年（平成16年）
  - 3月16日 - 菌床椎茸センターを落成[4]。
  - 5月22日 - 川崎給油所を開設[8]。
  - 11月29日 - 摺沢支所が、大東町摺沢字観音堂30-1[9]から移転[10]。
- 2005年（平成17年）
  - 6月13日 - 支所を大規模再編[4]。
  - 11月5日 - 藤沢営農センターを移転[4]。
- 2006年（平成18年）
  - 3月10日 - 藤沢支店を改修[4]。
  - 4月10日 - 総合営農センターを開設し、本店営業部を移転[6][4]。
- 2009年（平成21年）
  - 1月26日 - 支店を再編[6]。
  - 5月 - 支店を再編[6]。
  - 6月9日 - 室根セルフ給油所を開設[4]。
  - 11月13日 - 介護福祉センター「いわいの丘」を落成[4]。
- 2010年（平成22年）
  - 1月13日 - 室根営業センターを新装[4]。
  - 9月15日 - やすらぎホールせんまやを落成[4]。
  - 10月3日 - JAいわて南との共同コミュニティ誌を創刊[4]。
- 2011年（平成23年）3月11日 - 東北地方太平洋沖地震により各施設が被災[4]。
- 2012年（平成24年）
  - 5月31日 - 千厩有線放送を廃止[11]。
  - 6月24日 - FMあすもにてJAいわて南との共同番組放送を開始[4]。
- 2014年（平成26年）
  - 2月28日 - いわて平泉農業協同組合の発足に伴い、閉組[5]。
  - 3月1日 - 岩手南農業協同組合と統合し、いわて平泉農業協同組合が発足[1][2]。

## 各施設・店舗
出典：

### 本店・支店
- 本店 - 千厩町千厩字下駒場283-1
- 千厩支店 - 千厩町千厩字町160
- 小梨支店 - 千厩町小梨字堂ヶ崎31-1
- 奥玉支店 - 千厩町奥玉字中日向201-10
- 興田支店 - 大東町鳥海字細田47
- 大原支店 - 大東町大原字一六27-1
- 大東支店 - 大東町摺沢字羽山前12-1
- 東山支店 - 東山町長坂字西本町123-2

- 室根支店 - 室根町矢越字大畑115
- 川崎支店 - 川崎町薄衣字久伝18-1
- 藤沢支店 - 藤沢町藤沢字町裏100
- 黄海支店 - 藤沢町黄海字町裏28-3
- 大籠ふれあい店 - 藤沢町大籠字左利沢3-1（2005年6月13日に大籠支所[13]から移行[4]）
- 猿沢ふれあい店 - 大東町猿沢字町方44（2005年6月13日に猿沢支所[14]から移行[4]）
- 津谷川ふれあい店 - 室根町津谷川字上川原22-2（2005年6月13日に津谷川支所[15]から移行[4]）

### 営農関連施設
千厩町
- 千厩営農センター - 千厩町千厩字下駒場270-5
- 配送センター - 千厩町千厩字古ヶ口15-3
- 農機センター - 千厩町千厩字下駒場219-4
- 千厩水稲育苗センター - 千厩町小梨字尖ノ森164-4

大東町
- 総合営農センター - 大東町摺沢字菅生前61-3
- 大東営農センター - 大東町摺沢字菅生前61-3
- 東部園芸センター - 大東町摺沢字菅生前61-4
- 農機センター - 大東町摺沢字菅生前61-4
- 大東水稲育苗センター - 大東町大原舘下32
- 大東ライスセンター - 大東町摺沢字菅生前58

東山町
- 東山営農センター - 東山町長坂字西本町123-2
- 東山水稲育苗センター - 東山町長坂字柴宿32-3
- 東山ライスセンター - 東山町長坂字南磐井里83-1
- 寺前農業倉庫 - 東山町長坂字東本町162-3

室根町
- 室根営農センター - 室根町矢越字大畑115
- 室根水稲育苗センター - 室根町矢越字橘根沢32-1
- 室根ライスセンター - 室根町矢越字大畑115

川崎町
- 川崎営農センター - 川崎町薄衣字六反154
- 川崎育苗センター - 川崎町薄衣字久伝126
- 川崎ライスセンター - 川崎町薄衣字久伝125
- 川崎野菜集出荷施設 - 川崎町薄衣字鴨地30

藤沢町
- 藤沢営農センター - 藤沢町増沢字日当77-2
- 南部園芸センター - 藤沢町増沢字日当77-1
- 藤沢水稲育苗センター - 藤沢町新沼字芦毛ノ沢51-1
- 藤沢ライスセンター - 藤沢町黄海字町裏68
- 黄海エンターローリー - 藤沢町黄海字天堤241-4

### 生活関連施設
千厩町
- 介護福祉センター「いわいの丘」- 千厩町千厩字境田153-12
- 葬祭センター - 千厩町千厩字下駒場279-2
- やすらぎホールせんまや - 千厩町千厩字前田79-2
- 千厩給油所 - 千厩町千厩字下駒場283-6
- プロパンセンター - 千厩町千厩字下駒場279-2

大東町
- 摺沢給油所 - 大東町摺沢字羽山前14-1
- 興田給油所 - 大東町鳥海字古戸前39-1
- 自動車整備センター - 大東町鳥海字古戸前30-1
- Aコープだいとう - 大東町摺沢字沼田16-8

東山町
- 東山給油所 - 東山町長坂字町180

- 旅行センター - 東山町長坂字西本町123-2
- Aコープひがしやま - 東山町長坂字西本町123-2
- Aコープまつかわ - 東山町松川字町裏64

室根町
- 室根セルフ給油所 - 室根町矢越字大畑133-1

川崎町
- 川崎給油所 - 川崎町薄衣字六反154
- Aコープかわさき - 川崎町薄衣字六反154

藤沢町
- 藤沢給油所 - 藤沢町藤沢字西古谷13-1
- Aコープふじさわ - 藤沢町藤沢字町裏99-2

### 廃止した施設
- 清田支所（千厩町清田字田畑28[16]） - 2005年6月に廃止。
- 猿沢支所（大東町摺沢字羽山前12-1[17]） - 2005年6月に大東支店の発足に伴い、廃止[10]。
- 曽慶支所（大東町曽慶字神蔭25-3[18]） - 2005年6月に大東支店への統合に伴い、廃止[10]。
- 渋民支所（大東町渋民字小林17[19]） - 同上[10]。
- 保呂羽支所（藤沢町保呂羽字平前9-1[20]） - 2005年6月に廃止。
- 長坂支所（東山町長坂字西本123-2[21]） - 同上。
- 松川支所（東山町松川字町裏64[22]） - 同上。
- 田河津支所（東山町田河津字野土78[23]） - 同上。
- 折壁支所（室根村折壁字大里128-2[24]） - 同上。
- 矢越支所（室根村矢越字境田93-1[25]） - 同上。
- 門崎支所（川崎村門崎字渡戸186-2[26]） - 同上。
- 八沢支店（藤沢町砂子田字高田56[17]） - 2009年1月26日[注釈 1]に藤沢支店への統合に伴い、廃止[6]。
- 磐清水ふれあい店（千厩町磐清水字田ノ神77-1[17]） - 2009年5月に廃止[6]。

## 主な作物
- 米（いわい東米）
- フキ
- きゅうり
- ピーマン
- トマト
- ミニトマト

- しいたけ
- りんご
- イチゴ
- タラノメ
- ミツバ
- 花（キク・リンドウ）